# Metacordyceps taii
Metacordyceps taii är en svampart som först beskrevs av Z.Q. Liang & A.Y. Liu, och fick sitt nu gällande namn av G.H. Sung, J.M. Sung, Hywel-Jones & Spatafora 2007. Metacordyceps taii ingår i släktet Metacordyceps och familjen Clavicipitaceae.   Inga underarter finns listade i Catalogue of Life.